# Юрківка (Уманський район)
Юркі́вка — село в Україні, в Паланській сільській громаді Уманського району Черкаської області. Розташоване на обох берегах річки Синиця (притока Південного Бугу) за 25 км на південний захід від міста Умань. Населення становить 761 особа (станом на 1 січня 2024 р.).

## Населення

### Мовний склад
Рідна мова населення за даними перепису 2001 року:
| Мова       | Чисельність, осіб | Доля     |
| ---------- | ----------------- | -------- |
| Українська | 958               | 99,17 %  |
| Російська  | 6                 | 0,62%    |
| Румунська  | 2                 | 0,21%    |
| Разом      | 966               | 100,00 % |

## Історія
22 січня 2015 року в Юрківці невідомими було повалено пам'ятник Володимиру Леніну.

## Освіта
Функціонує Юрківський ліцей, в якому навчається 188 осіб

## Відомі люди
- Рилач Валерій Олександрович — український дипломат.

## Галерея

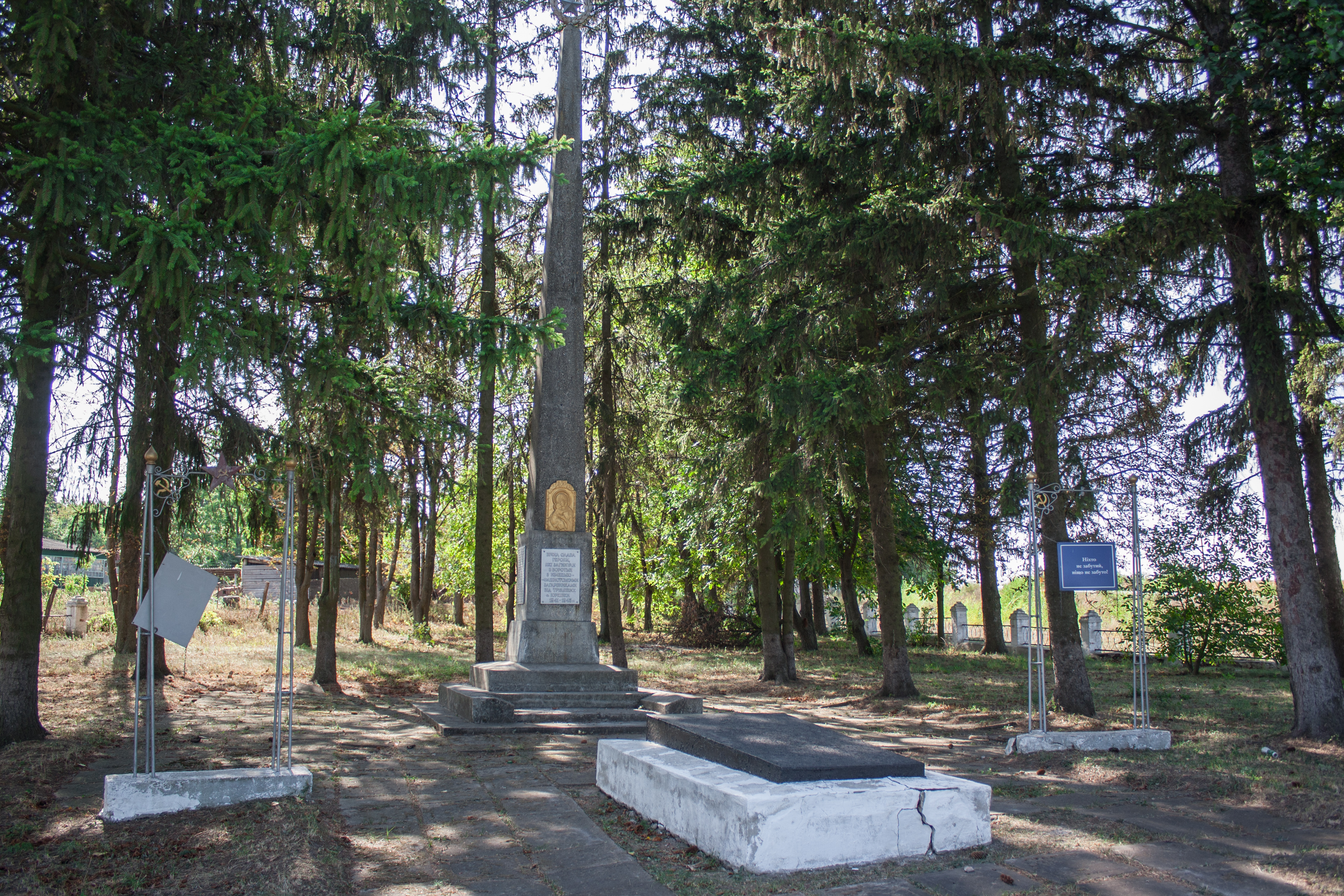
Пам'ятник воїнам-односельцям
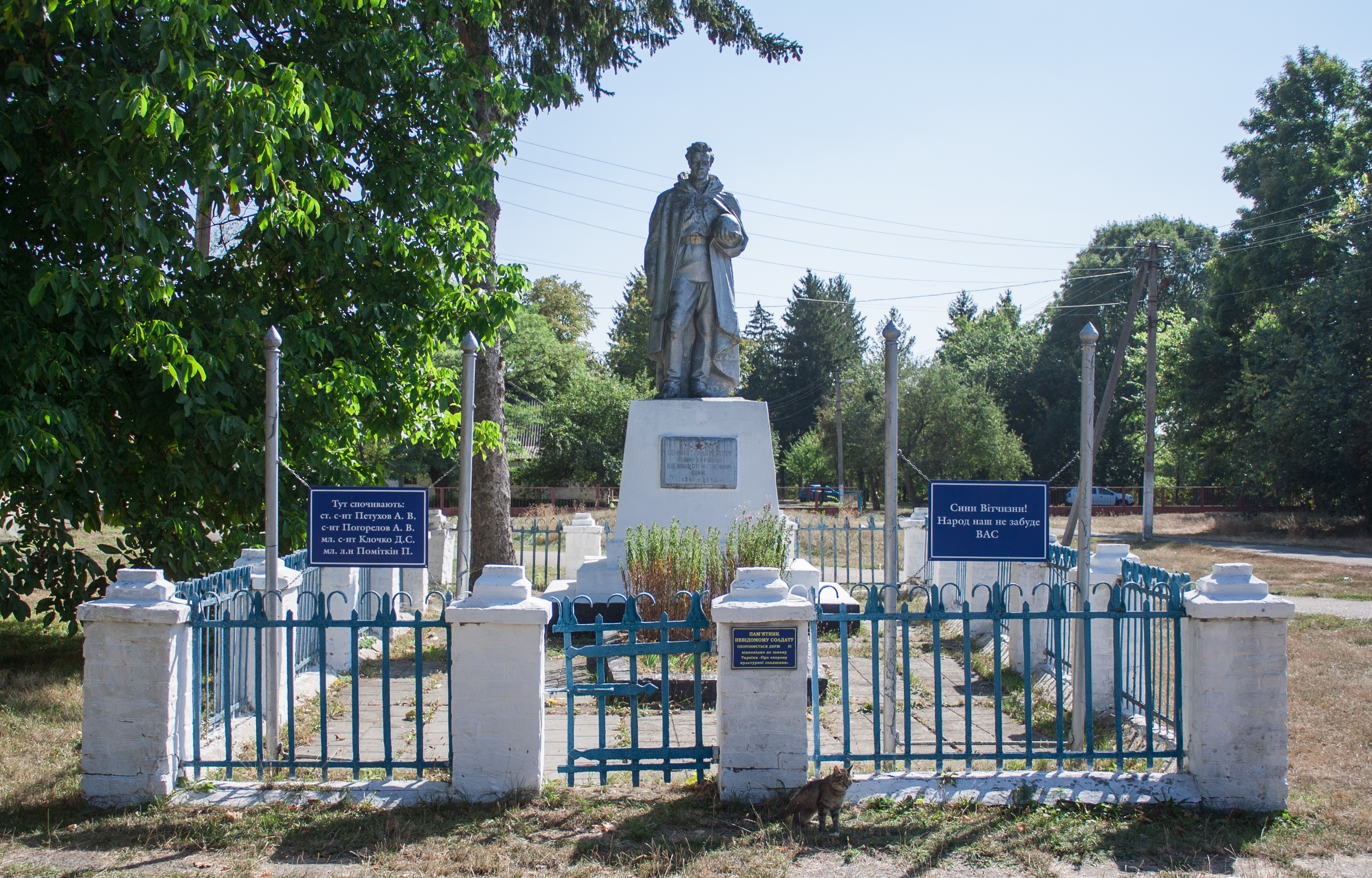
Братська могила радянських воїнів